# Ötscher - Dürrenstein
Ötscher - Dürrenstein este o arie protejată (arie specială de conservare — SAC, sit de importanță comunitară — SCI) din Austria întinsă pe o suprafață de 42.616,04 ha, integral pe uscat.

## Localizare
Centrul sitului Ötscher - Dürrenstein este situat la coordonatele 47°50′25″N 15°06′40″E / 47.8403°N 15.1111°E.

## Înființare
Situl Ötscher - Dürrenstein a fost declarat sit de importanță comunitară în septembrie 1998 pentru a proteja 6 specii de plante și 22 de specii de animale. Situl a fost protejat și ca arie specială de conservare în martie 2010.

## Biodiversitate
Situată în ecoregiunea alpină, aria protejată conține 36 de habitate naturale: Ape puternic oligomezotrofe cu vegetație bentonică cu Chara spp., Lacuri eutrofice naturale cu vegetație de tip Magnopotamion sau Hydrocharition, Lacuri și iazuri distrofice naturale, Râuri de munte și vegetația erbacee de pe malurile acestora, Râuri de munte și vegetația lor lemnoasă cu Salix elaeagnos, Cursuri de apă de la nivel de câmpie la nivel montan, cu vegetație Ranunculion fluitantis și Callitricho-Batrachion, Pajiști alpine și boreale, Tufărișuri cu Pinus mugo și Rhododendron hirsutum (Mugo-Rhododendretum hirsuti), Pajiști carstice calcaroase sau bazofile, de Alysso-Sedion albi, Pajiști alpine și subalpine calcaroase, Pajiști uscate seminaturale și facies de acoperire cu tufișuri pe substraturi calcaroase (Festuco-Brometalia) (* situri importante pentru orhidee), Formațiuni ierboase bogate în specii de Nardus, dezvoltate pe substraturi silicioase în zone montane (și în zone submontane, în Europa continentală), Pajiști cu Molinia pe soluri calcaroase, turboase sau argilos-nămoloase (Molinion caeruleae), Liziere de ierburi înalte hidrofile de câmpie și de nivel montan până la alpin, Fânețe de joasă altitudine (Alopecurus pratensis, Sanguisorba officinalis), Fânețe montane, Turbării active, Mlaștini oligotrofe degradate, capabile încă de regenerare naturală, Mlaștini turboase de tranziție și turbării mișcătoare, Depresiuni pe substraturi de turbă de Rhynchosporion, Izvoare petrifiante cu formare de travertin (Cratoneurion), Mlaștini alcaline, Grohotișuri calcaroase și de șisturi calcaroase de la nivelul montan până la nivelul alpin (Thlaspietea rotundifolii), Grohotișuri medio-europene calcaroase, de la nivel colinar și montan, Pante stâncoase calcaroase cu vegetație casmofită, Lespezi calcaroase, Peșteri inaccesibile publicului, Păduri de fag Luzulo-Fagetum, Păduri de fag Asperulo-Fagetum, Păduri de fag subalpine medio-europene cu Acer și Rumex arifolius, Păduri de fag din Europa Centrală dezvoltate pe sol calcaros cu Cephalanthero-Fagion, Păduri pe pante, grohotișuri și ravene de Tilio-Acerion, Mlaștini împădurite, Păduri aluvionare cu Alnus glutinosa și Fraxinus excelsior (Alno-Padion, Alnion incanae, Salicion albae), Păduri acidofile de Picea de la nivel montan la nivel alpin (Vaccinio-Piceetea), Păduri alpine de Larix decidua și/sau Pinus cembra.
La baza desemnării sitului se află mai multe specii protejate:
- plante (6): Buxbaumia viridis, papucul doamnei (Cypripedium calceolus), mușchi (Dicranum viride), Hamatocaulis vernicosus, Mannia triandra, Scapania carinthiaca
- amfibieni (2): izvoraș-cu-burta-galbenă (Bombina variegata), Triturus carnifex
- mamifere (11): liliac cârn (Barbastella barbastellus), lupul (Canis lupus), vidră de râu (Lutra lutra), râs eurasiatic (Lynx lynx), liliac cu urechi mari (Myotis bechsteinii), liliac cu urechi de șoarece (Myotis blythii), liliac cărămiziu (Myotis emarginatus), liliac comun (Myotis myotis), liliacul mare cu potcoavă (Rhinolophus ferrumequinum), liliacul mic cu potcoavă (Rhinolophus hipposideros), urs brun (Ursus arctos)
- nevertebrate (8): Austropotamobius torrentium, Cucujus cinnaberinus, fluturele auriu (Euphydryas aurinia), fluturele flitirar (Euphydryas maturna), Euplagia quadripunctaria, fluturele purpuriu (Lycaena dispar), Rosalia alpina, Vertigo geyeri
- pești (1): lostriță (Hucho hucho)

Pe lângă speciile protejate, pe teritoriul sitului au mai fost identificate 4 specii de plante, 8 specii de amfibieni, 21 de specii de mamifere, 6 specii de nevertebrate, 1 specie de pești, 8 specii de reptile.